# 320 av. J.-C.
Cette page concerne l'année 320 av. J.-C. du calendrier julien proleptique.

## Événements
- 5 mars (23 mars du calendrier romain) : début à Rome du consulat de Lucius Papirius Cursor II et Quintus Publilius Philo III. Les signataires du traité de Caudium de 321, signé sans autorisation du Sénat, dont les deux consuls Calvinus et Postumius, sont livrés aux Samnites et la guerre reprend. Publilius défait une armée samnite dans le Samnium et Papirius mène une campagne victorieuse en Campanie après l’échec d’une tentative de médiation de Tarente, et reprend Luceria aux Samnites[1].
- Printemps : Eumène de Cardia, menacé par un mouvement général de défection, abandonne la Phrygie et se retire en Cappadoce. Il est battu par Antigone le Borgne à Orcynia et se réfugie avec une partie de ses troupes dans la citadelle de Nora en Cappadoce[2]. Assiégé par Antigone pendant l'hiver 320-319 av. J.-C., il parvient à se dégager au printemps suivant.
- Campagne de Ptolémée Ier en Judée[3].
- Début du règne de Zhou Shenjingwang, roi des Zhou Orientaux en Chine (fin en 315 av. J.-C.)[4].

## Naissances en 320 av. J.-C.
- Zénodote, grammairien alexandrin.

## Décès en 320 av. J.-C.
- Anaximène de Lampsaque, historien et maître de rhétorique grec.
- Dinostrate et Ménechme, mathématiciens grecs (date approximative).
- Léocharès, sculpteur grec, (Apollon du Belvédère) (date approximative).